# Grade Lutter
Die Grade Lutter ist einer der beiden Quellflüsse der Lutter im Südharz. Sie entspringt auf über 660 m auf der Aschentalshalbe. Danach fließt sie meist in südliche Richtung, um in Kupferhütte mit der Krummen Lutter zur Lutter zusammenzufließen. Früher war der Fluss etwa 1,7 km östlich des großen Knollens zum Kupferroser Teich aufgestaut. Der 115 m lange und 15 m hohe Damm wurde 1718 bis 1720 gebaut und am 7. April 1808 durch ein Hochwasser zerstört.